# Adolf Stern
Adolf Stern, eredeti neve Adolf Ernst (Lipcse, 1835. június 14. – Drezda , 1907. április 15.) német író, irodalomtörténész.

## Munkássága
Filozófiát, filológiát és történelmet tanult. 1868-ban az irodalomtörténet rendkívüli, 1869-ben rendes tanára lett a drezdai politechnikumban (a Drezdai Műszaki Egyetem elődje).

### Szépirodalmi munkái
- Poetische Erzählungen (1855)
- Zwei Frauenbilder (1856)
- Jerusalem (eposz, 1858)
- Die Puritanerin (dráma, 1859)
- Bruwer und Rubens (dráma, 1861)
- Bis zum Abgrund (regény, 1861)
- Die neuen Rolandsknappen (színmű, 1862)
- Am Königssee (1863)
- Historische Novellen (1866)
- Gedichte (Lipcse 1870)
- Johannes Guttenberg (eposz, Lipcse, 1872)
- Neue Novellen (1875)
- Aus dunkeln Tagen (1879)
- Venetianische Novellen (1886)
- Auf der Reise (Drezda 1890)
- Die letzten Humanisten (történeti regény, Lipcse, 1880, és később is)
- Ohne Ideale (regény, Lipcse, 1882)
- Camoëns (regény, Lipcse, 1886)
- Wolfgangs Römerfahrt (elbeszélő költemény, Lipcse, 1895)
- Vor Leyden; Hesse, Leipzig, 1904 (Meister-Novellen neuerer Erzähler)